# Семема
Семе́ма, или семанте́ма (от греч. σημαίνω — «обозначаю»; термин образован по аналогии с терминами фонема, морфема), — единица плана содержания языка, соотносимая с морфемой (минимальной единицей плана выражения) как совокупность компонентов её содержания (сем). Тем самым семема является минимальной единицей системы содержания, соотносимой с элементом системы выражения (семе это свойство не присуще).
Иногда в обобщённом понятии семемы вычленяются два в зависимости от характера выражаемого в морфеме значения:
- лексема (совокупность лексических значений);
- граммема (совокупность грамматических значений).

Как «эмическая» единица, семема реализуется в речи в аллосемемах.
Семема также иногда интерпретируется как парадигматическая единица, которой соответствует сема в синтагматическом ряду.